# Golden Bears et Pandas de l'Alberta
Les Golden Bears de l'Alberta et les Pandas de l'Alberta sont les équipes sportives représentant l'Université de l'Alberta, situé à Edmonton, Alberta, Canada. Les équipes masculines s'appellent «Golden Bears» et les équipes féminines s'appellent «Pandas».

## Équipes universitaires

Le logo des équipes féminines universitaires de l'Université de l'Alberta — «Pandas».

## Équipes universitaires[2]
- Athlétisme (M/F)
- Basket-ball (M/F)
- Cross-country (M/F)
- Curling  (M/F)
- Football (M/F)
- Football canadien (M)
- Golf (M/F)
- Hockey sur glace (M/F)
- Lutte (M/F)
- Natation (M/F)
- Rugby (F)
- Tennis (M/F)
- Volley-ball (M/F)